# 斗澤やすあき
斗澤 やすあき (とざわ やすあき、1984年9月13日 - )  は、松竹芸能に所属しているお笑い芸人、俳優。

## 経歴
青森県十和田市出身。
十和田市立切田中学校→青森県立三本木高等学校→玉川大学芸術学部　パフォーミング・アーツ学科。
出演歴
テレビ
ＮＨＫ
「CHANGE MAKER」レポーター（ケニアロケ）
日本テレビ
「貧乏男子」 スポーツ同好会リーダー役
「ザ！世界仰天ニュース」仰天チェンジ
テレビ朝日
「ぷっすま」
TBS
「ブラッディ マンデイ」西田笑太郎役
「 RESCUE～特別高度救助隊～」トラック運転手
「女はそれを許さない」ネット投稿者役
フジテレビ
「スリルな夜・子育ての天才」精肉店の店員
「 コード・ブルー -ドクターヘリ緊急救命-」アメフト部員役
「27時間テレビ」（2015年、相撲取りダンサーとして）
「世にも奇妙な物語25周年記念!秋の2週連続SP 映画監督編」
「裸の王様」
「芸能人合唱バトル」
テレビ東京
「一夜づけ」
青森テレビ
「わっち！！」タマ伸也のドライ風呂
青森朝日放送
「夢はここから生放送 ハッピィ」
関西テレビ
「レディース有吉」
他
ラジオ
エフエム青森
「ふらいんぐで～ゴールデンウィーク」
「ザッツカーニバル」
「ラジmott！」月曜パーソナリティ
他
CM
DHC  「DHCサプリ」
はるやま「フォーエル」
関西電力「かんでん暮らしモール」
大正製薬「リピタ」
「Muscle Deli」ウェブモバイルモデル
他
映画
「喧嘩番長」　飯島靖子役
「キネマの神様」
他
MV
杉本　琢弥　「おにぎり」
杉本　琢弥「Summer Touch」

舞台
柿喰う客　客演
2004年6月 - 「サバンナの掟」
2005年2月 - 「挿入ジェノサイド」
2005年7月 - 「骨はダラスに埋めてくれ」
2005年12月 -「とりあえず、ナマで！」
2006年2月 - 「親兄弟にバレる」
2006年5月 - 「他人の不幸」
2006年9月 - 「顔に自信がある」
他